# Хокана
Хокана (непальск. खोकना) — сельское поселение в Непале, расположенное в долине Катманду на расстоянии 5 км к югу от Лалитпура и 10 км к югу от Катманду, недалеко от Бунгамати. Согласно переписи 1991 года, в Хокане насчитывалось 4258 человек и 699 домов.
Хокана считается традиционной деревней неварцев с древней историей и самобытной культурой. Деревня считается живым музеем средневековой неварской жизни. Деревня знаменита производством горчичного масла, которое употребляется в пищу и используется для массажа.
В центре деревни находится трёхъярусная пагода Шри Рудраяни.
В январе в Хокане проводятся традиционные празднества с неварскими танцами.

Хокана
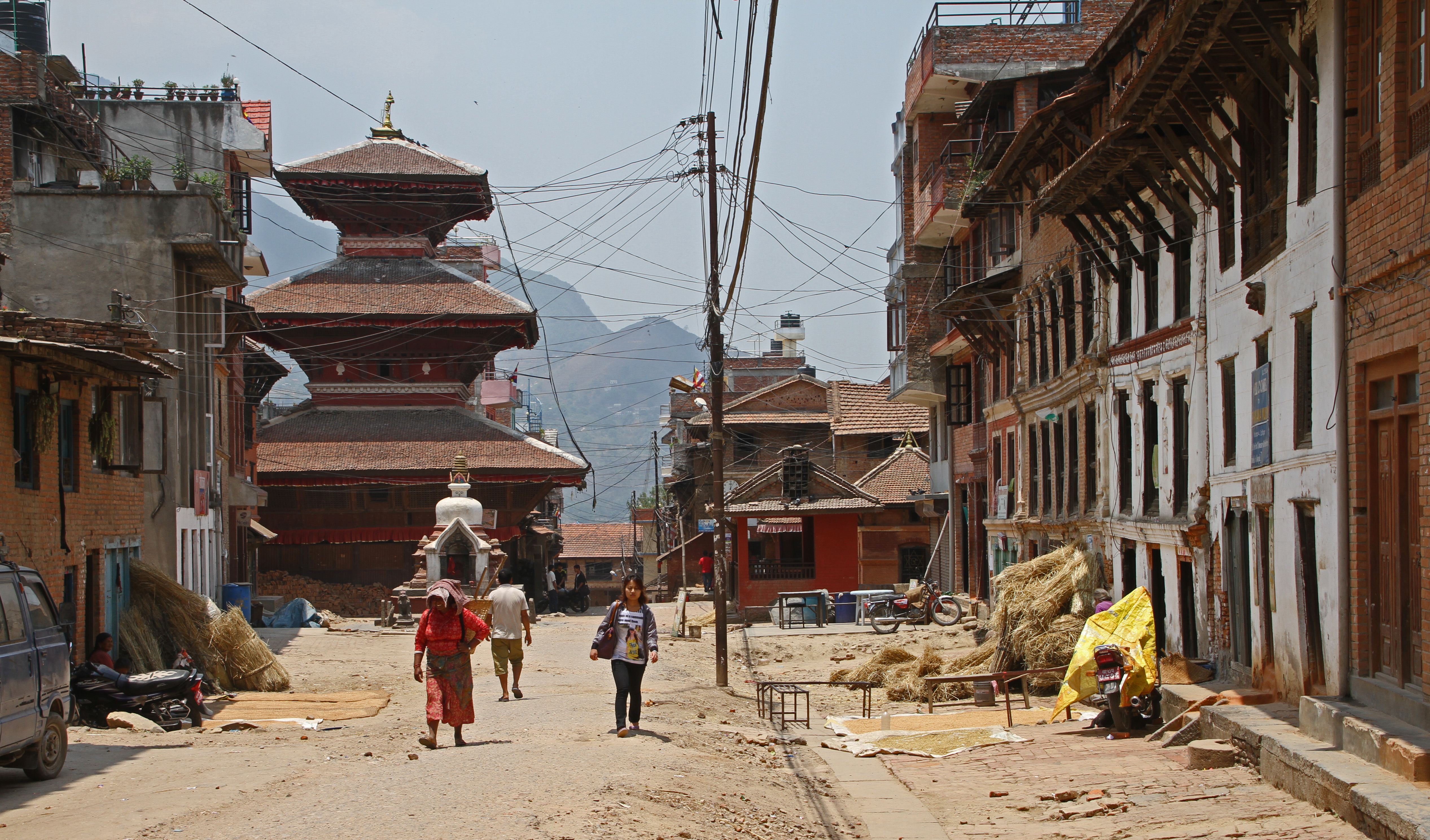
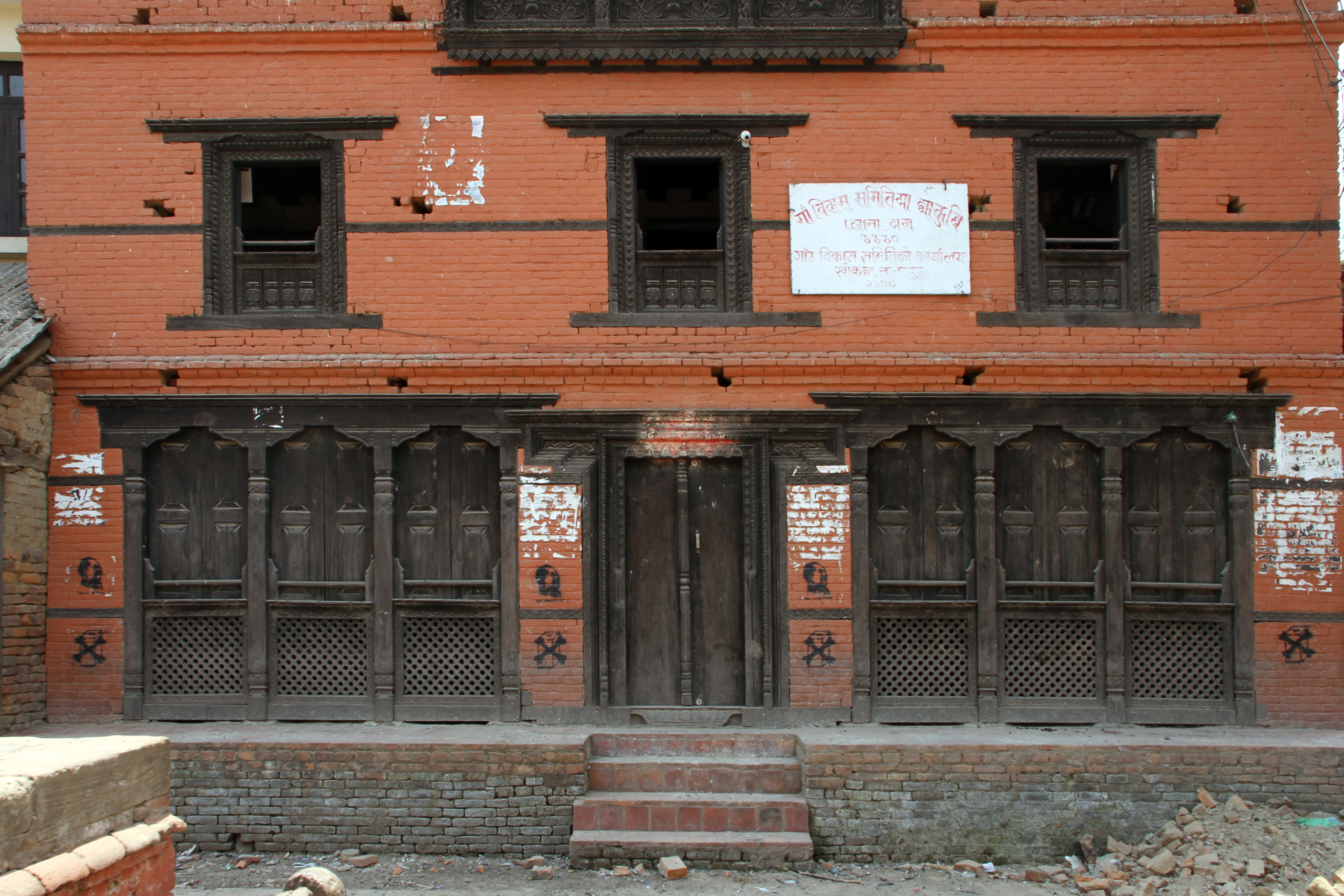
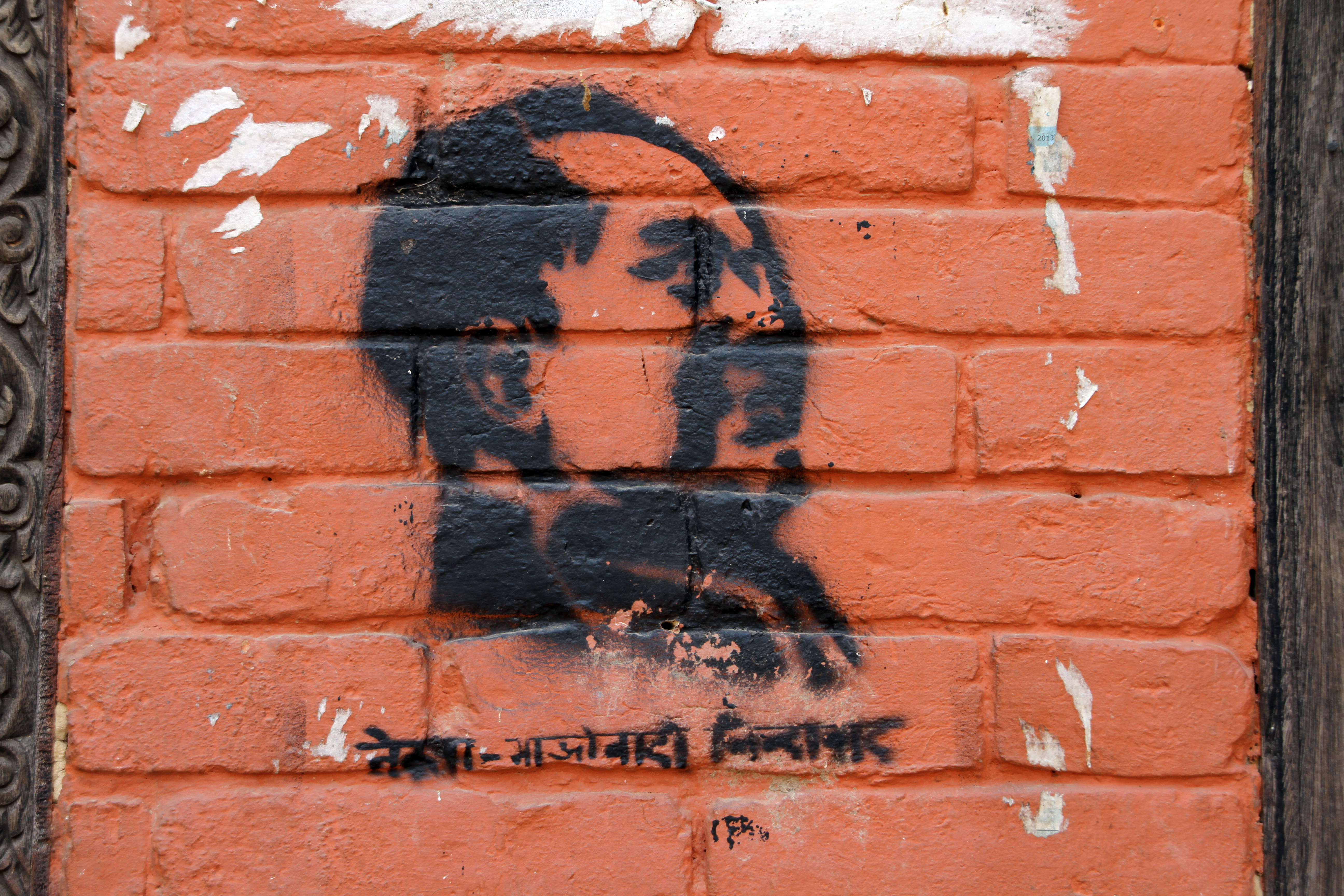
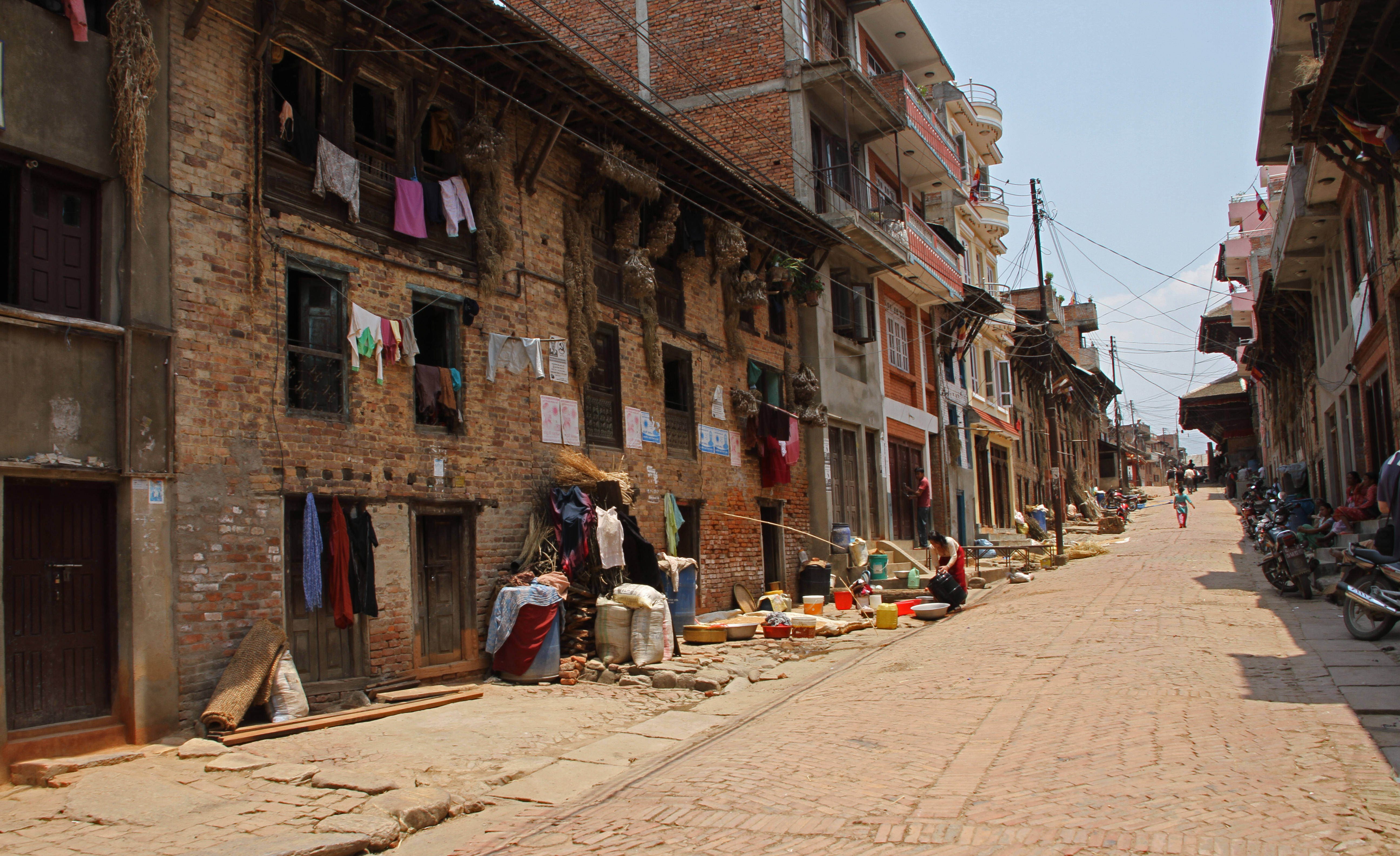
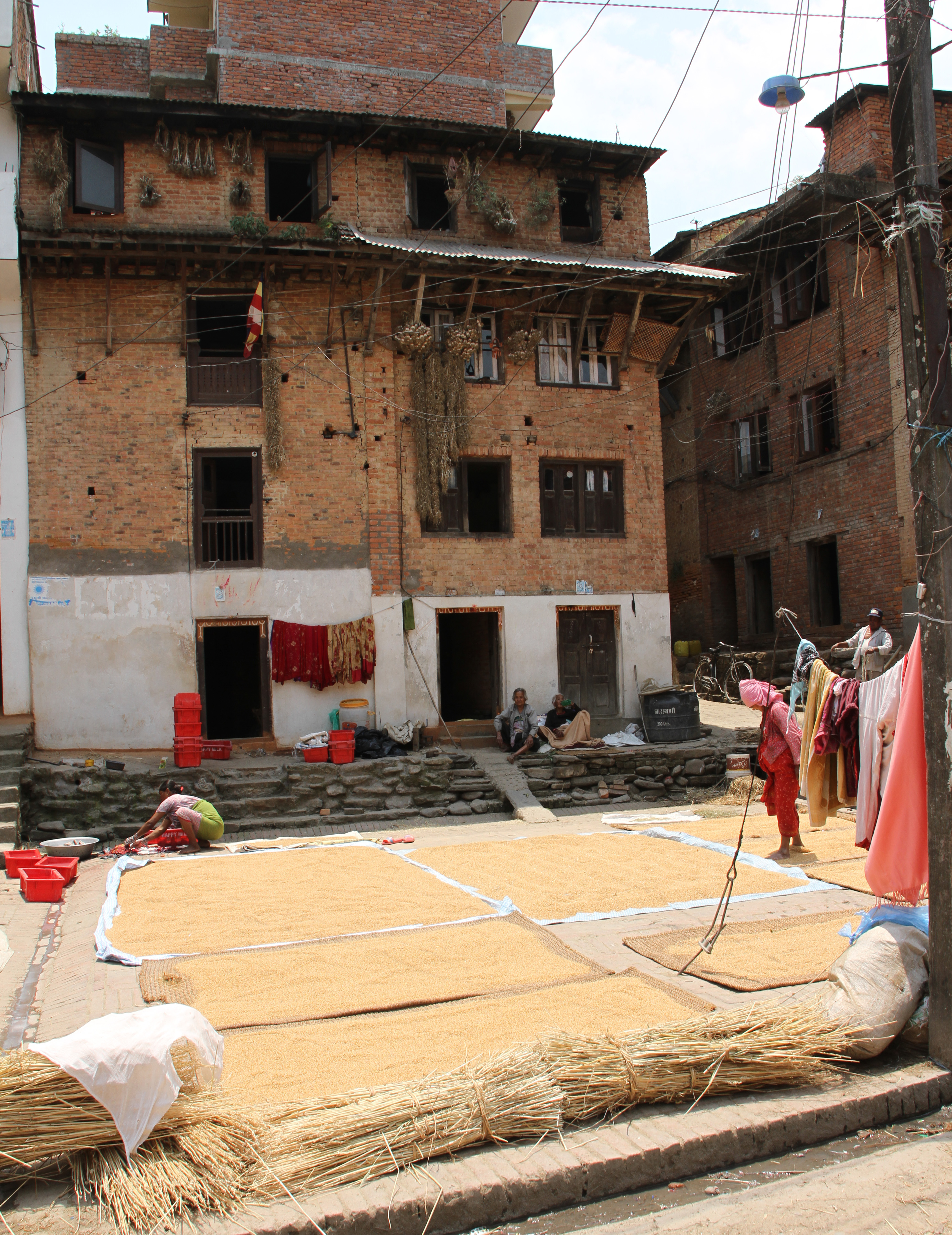
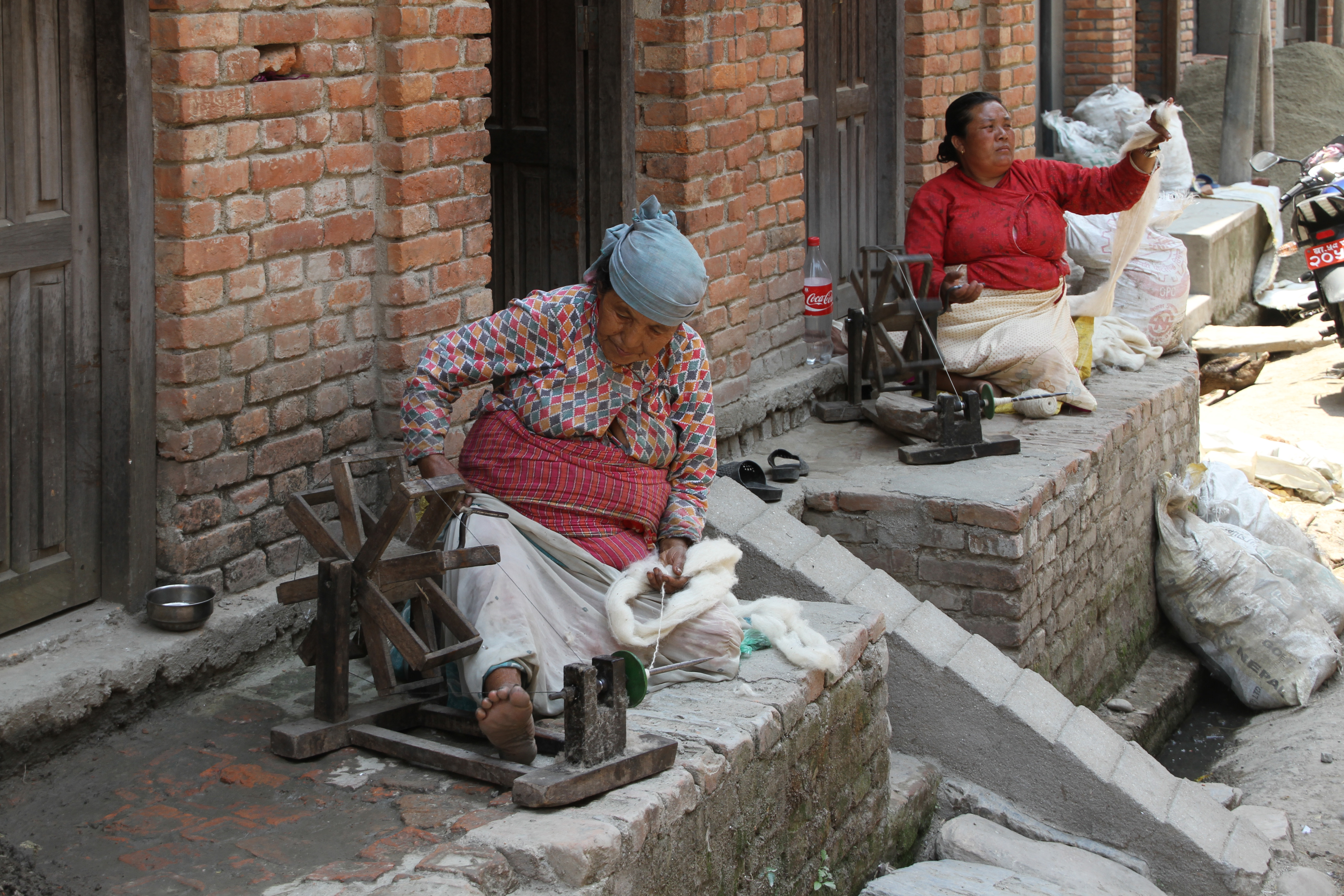